# 中村庸一郎
中村 庸一郎（なかむら よういちろう、1896年〈明治29年〉5月20日 - 1983年（昭和58年）11月13日）は、日本の政治家。衆議院議員（8期）。

## 生涯
漢学者・中村時中の長男に生まれ、専修大学経済学部を卒業。1942年の第21回衆議院議員総選挙に千葉3区から翼賛政治体制協議会推薦で立候補し、初当選。翼賛選挙の推薦候補だったため戦後に公職追放された。追放解除後は改進党公認で1952年の第25回衆議院議員総選挙に立候補し当選、政界に返り咲いた。日東交通の合併設立に尽力し社長に就任。また大日本セロファンや桜ゴムなど20数社の役員、千葉銀行の監査役などを務めていた。
改進党・日本民主党・自由民主党内では大麻唯男ら旧立憲民政党系右派の政治家が結集した大麻派に属し、大麻の死後、宮沢胤勇・野田武夫・小泉純也・浜野清吾・真鍋儀十・山本粂吉ら他の大麻派のメンバーとともに岸派に合流。1954年には衆議院経済安定委員長を務めた。1958年の第28回衆議院議員総選挙では、自民党公認で立候補するが落選。1960年の第29回衆議院議員総選挙で返り咲いた。佐藤派に属し、1965年には衆議院公職選挙法改正調査特別委員会の委員長に就任している。1967年には勲二等旭日重光章を受章。1972年、政界を引退。
風流を好み、伏見宮別邸であった銚子市の瑞鶴荘を戦後に所有した。敷地が海岸まで続く広大な邸宅であるが事業には使用せず、別荘番の一家に住み込みで管理をさせて、たまに訪れる別荘としてのみ使用した。古美術の収集に熱心で、コレクションは天狗草子や佐竹本三十六歌仙の源順など名品のほか、中国や日本の墨跡も数多く収集した。第2代書道芸術院会長、茶道裏千家淡交会千葉県支部長などを歴任した。
1983年11月13日、急性腎不全のため87歳で死亡。千葉県南房総市の道場山勧修院に葬られている。

## 役員
- 第2代書道芸術院会長

## 家族
- 三男 - 中村正三郎（元衆議院議員、小渕内閣法務大臣）
- 孫の夫 - 山口壯（衆議院議員、第1次岸田内閣環境大臣）